# Mico saterei
El tití de Satéré (Mico saterei) es una especie de primate platirrino de la familia Callitrichidae endémico de Brasil.
Vive en la selva por los ríos Amazonas, Canuma, Paraná y Abacaxis comparte hábitat con Mico chrysoleuca y Mico mauesi.
Mide 55 cm con la larga cola de casi dos veces el tamaño del cuerpo con un peso de 450 g. Difiere de otros titíes tanto en machos y hembras porque padece un pendule global de los órganos genitales que son de color anaranjado brillante que nos se sabe cuál es su función.
Poco se sabe de los hábitos de este animal recientemente descubierto se considera que su estilo de vida no difiere mucho de otras especies de tití.